# Data curation
La data curation (traducibile in italiano con "cura dei dati") è un termine usato per indicare le attività di gestione necessarie per mantenere i dati di ricerca a lungo termine in modo che siano disponibili per il riutilizzo e la conservazione. Nella scienza, data curation può indicare il processo di estrazione di informazioni importanti da testi scientifici, come ad esempio articoli di ricerca di esperti, per essere convertiti in un formato elettronico, come una ennupla di un database biologico. Il termine è usato anche nelle discipline umanistiche, in cui l'aumento dei dati culturali e accademici dei progetti nel settore dell'umanistica digitale richiede l'esperienza e le pratiche di analisi dei data curation. In termini generali, "curation" significa una serie di attività e processi fatti per creare, gestire, mantenere e validare un componente.

## Definizione
Secondo l'Università dell'Illinois Graduate School of Library and Information Science, "data curation è la gestione dei dati al fine di scoprire, recuperare, mantenere, aggiungere valore, permettere il riutilizzo dei dati, garantendone contemporaneamente l'autenticazione, l'archiviazione, la gestione e la preservazione".
Secondo il Digital Curation Centre, significa "gestire, preservare e aggiungere valore ai dati di ricerca nel corso del loro ciclo di vita".